# Зелений Яр (Обухівський район)
Зелений Яр (до 1941 року — Занудівка (Янівка-Занудівка), до 18 лютого 2016 року — Жовтневе) — село в Україні, у Обухівському районі Київської області. Населення становить 509 осіб.

## Історія
Як окреме село існує з 2 половини 18 століття, мало назву Янівка на честь власника Яна Тарнавського. Пізніше вживалася ще одна назва — Занудівка, або Янівка-Занудівка. 10 квітня 1941 року село перейменоване на Жовтневе.
Село було внесено до переліку населених пунктів, які потрібно перейменувати згідно із законом «Про засудження комуністичного та націонал-соціалістичного (нацистського) тоталітарних режимів в Україні та заборону пропаганди їхньої символіки».
4 лютого 2016 року село Жовтневе перейменоване на Зелений Яр.

## Населення

### Мова
Розподіл населення за рідною мовою за даними перепису 2001 року:
| Мова       | Кількість | Відсоток |
| ---------- | --------- | -------- |
| українська | 500       | 98.23%   |
| російська  | 9         | 1.77%    |
| Усього     | 509       | 100%     |

## Задокументовані відомості
Метричні книги, клірові відомості церкви св. Арсенія села Янівка-Занудівка XVIII ст. — Київського воєв., з 1797 р. Київського пов. Київської губ.; ХІХ ст. — Київського пов. Київської губ. зберігаються в ЦДІАК України. http://cdiak.archives.gov.ua/baza_geog_pok/church/yani_002.xml [Архівовано 18 грудня 2018 у Wayback Machine.].
Село Яновка, звана також Занудівка. Це невелике село лежить по річці Мокрому Кагарлику нижче містечка в 5-ти верстах. Жителів обох статей 780. (Лаврентій Похилевич. Сказання про населені місцевості Київської губернії або Статистичні, історичні та церковні нотатки про міста, містечка і села. що у межах губернії знаходяться /Зібрав Л.Похилевич. — Біла Церква: Видавець О. В. Пшонківський, 2005. — с.54
Жителі села складали майже половину прихожан церкви св. Ольги м-ка Кагарлик.